# Тень у пирса
Тень у пирса — советский художественный фильм, снятый режиссёром Михаилом Винярским на Одесской киностудии в 1955 году по мотивам романа советского писателя Николая Панова «В океане».

## Сюжет
Фильм про шпионов. О том, как в одном южном портовом городе сотрудники советской контрразведки с помощью наших моряков и простых граждан разоблачили происки вражеских шпионов и диверсантов, направленные на уничтожение плавучего дока. Работники госбезопасности
распутали клубок шпионских связей и предотвратили преступление.

## В ролях
| Актёр              | Роль                                                 |
| ------------------ | ---------------------------------------------------- |
| Олег Жаков         | майор госбезопасности Людов                          |
| Роза Балашова      | библиотекарь дока Татьяна Ракитина                   |
| Олег Туманов       | мичман, бывший разведчик морской пехоты Сергей Агеев |
| Лев Фричинский     | матрос-сигнальщик Леонид Жуков                       |
| Екатерина Савинова | официантка Клава Шубина                              |
| Владимир Балашов   | агент вражеской разведки Кобчиков                    |
| Виктор Кулаков     | резидент «Семён»                                     |
| Андрей Сова        | веселый матрос Василий                               |
| Александр Стародуб | лейтенант госбезопасности Василий Савельев           |
| Лидия Мациевская   | бабушка Татьяны                                      |
| Лев Олевский       | полковник Рейсли / Рвалов (нет в титрах)             |